# Szank
Szank – wieś i gmina w południowej części Węgier, w pobliżu miasta Kiskunmajsa. Gmina liczy 2408 mieszkańców (styczeń 2011) i zajmuje obszar 74,83 km².

## Położenie
Miejscowość leży na obszarze Wielkiej Niziny Węgierskiej, w komitacie Bács-Kiskun, w powiecie Kiskunmajsa.